# Toshiba-AEG
Toshiba-AEG war ein US-amerikanisches Radsportteam.
Die Mannschaft wurde 2005 unter dem Namen Aerospace Engineering Pro Equipe gegründet. Die Aerospace Engineering Group beschäftigt sich mit Luft- und Raumfahrttechnik. Seit 2006 waren der Elektronikartikelhersteller Toshiba und JetNetwork, ein privates Luftfahrtunternehmen, weitere Sponsoren. Die Mannschaft besaß bis 2008 eine UCI-Lizenz als Continental Team, mit der sie hauptsächlich an Rennen der UCI America Tour teilnahm. Manager war Ravi Rajcoomar, der von seinem Sportlichen Leiter Roberto Gaggioli unterstützt wurde. Das Team wurde mit Fahrrädern der Marke Jamis ausgestattet.

## Saison 2008

### Erfolge in den Continental Circuits
| Datum       | Rennen                                       | Fahrer         |
| ----------- | -------------------------------------------- | -------------- |
| 26. Februar | 4. Etappe Vuelta a la Independencia Nacional | Keith Norris   |
| 29. Juni    | Serbische Straßenradmeisterschaft            | Predrag Prokić |

## Team 2008

### Zugänge – Abgänge
| Zugänge             | Team 2007               | Abgänge                      | Team 2008                       |
| ------------------- | ----------------------- | ---------------------------- | ------------------------------- |
| Daniel Vaillancourt | Colavita-Sutter Home    | Esad Hasanović               | Centri della Calzatura-Partizan |
| Carlos Alzate       | Colombia Es Pasion      | Joe Fernandez                | Unbekannt                       |
| Tommy Nankervis     | Jittery Joe’s           | Iván Franco                  | Unbekannt                       |
| John Fredy Parra    | Tecos de la Guadalajara | Chris Frederick              | Unbekannt                       |
| Mark Hekman         | Abarcombie Fitch        | Todd Henriksen               | Unbekannt                       |
| Jhon Durango        | Neoprofi                | Eric Murphy                  | Unbekannt                       |
| Andrew Talansky     | Neoprofi                | Tommy Nankervis (bis 01.06.) | DLP Racing                      |
| Claudio Arone       | Unbekannt               | Scottie Weiss (bis 01.06.)   | Kenda-Spinergy (2009)           |

### Mannschaft
| Name                | Geburtstag        | Nationalität       | Team 2009                              |
| ------------------- | ----------------- | ------------------ | -------------------------------------- |
| Carlos Alzate       | 23. März 1983     | Kolumbien          |                                        |
| Claudio Arone       | 29. Juni 1980     | Argentinien        |                                        |
| Winston David       | 11. Oktober 1987  | Vereinigte Staaten |                                        |
| Jhon Durango        | 18. Oktober 1977  | Kolumbien          |                                        |
| Yasvany Falcon      | 24. Juni 1979     | Kuba               |                                        |
| Alex Hagman         | 15. Dezember 1983 | Vereinigte Staaten |                                        |
| Mark Hekman         | 16. April 1978    | Vereinigte Staaten | Team Mountain Khakis                   |
| Eric Keim           | 4. Dezember 1981  | Vereinigte Staaten |                                        |
| Keith Norris        | 25. Juli 1985     | Vereinigte Staaten |                                        |
| John Fredy Parra    | 9. November 1974  | Kolumbien          | Tecos de la Universidad de Guadalajara |
| Predrag Prokić      | 2. November 1982  | Serbien            | Željeznicar MBN-Car Simeon             |
| Robert Sweeting     | 5. Juni 1987      | Vereinigte Staaten | Land Rover-Orbea                       |
| Andrew Talansky     | 23. November 1988 | Vereinigte Staaten | Amore & Vita-McDonald's                |
| Frank Travieso      | 21. März 1980     | Kuba               |                                        |
| Daniel Vaillancourt | 10. April 1982    | Vereinigte Staaten | Colavita/Sutter Home-Cooking Light     |